# Opoho
Opoho est une banlieue de la cité de Dunedin, située dans l’Île du sud de Nouvelle-Zélande.

## Situation
Elle siège sur les pentes ouest du  mont Signal Hill, à 3 kilomètres (1,864113576 mi) vers le nord-est du centre de la cité de Dunedin, en vue de la banlieue de North East Valley (en) et du Jardin botanique de Dunedin (en) qui est le siège de la banlieue de  Signal hill.

## Activité économique
Opoho est une des banlieues les plus prestigieuses de la ville de Dunedin, gardant toutefois une démographie mélangée, contenant des appartements d’étudiants, un nombre significatif de citoyens âgés. 
C’est le domicile d’un certain nombre de communautés universitaires.
Il y a une ancienne zone de vente au détail dans la partie située sur de Hill Road, mais celle-ci n’a plus d’activité commerciale et est largement occupée par les logements étudiants.
Au-dessus de la banlieue se trouve le point de vue de Centennial Lookout, un mémorial construit au sommet de Signal Hill pour marquer le centenaire de la fondation de la Nouvelle-Zélande, célébré en 1940. 
Une vue impressionnante de la ville peut être obtenue à partir de là.

## Population
Lors du recensement de 2006 en Nouvelle-Zélande, la population permanente de la banlieue était de 1 242 habitants, en diminution de 18 résidents par rapport à celui de 2001.

## Toponymie
Opoho tire son nom d’un petit cours d’eau nommé Opoho Creek,  mais qui est aussi connu sous le nom de Stony Creek. 
Ce ruisseau court vers le sud,  le long du flanc ouest de Signal Hill, au-delà de école secondaire de Logan parc (en) dans le secteur de Dunedin North, avant d’être dévié à travers une canalisation et s’écouler dans le Water of Leith tout près de son embouchure dans le mouillage d’Otago Harbour.
Opoho est un mot Māori, qui veut dire simplement : "La place de Poho", Poho étant un chef des Ngati Wairua du XVIIIe siècle, qui vivait tout près de l’extrémité du  cours d’eau, qui à cette époque était dans la baie de Pelichet. (La baie a depuis fait l’objet d’une mise en forme et est maintenant une partie du parc Logan de Dunedine (en)) .

## Topographie
La ville d’Opoho est essentiellement concentrée autour par 2 rues : Evans Street et Signal Hill Road, qui courent sur le flanc de Signal Hill, Signal Hill Road, qui continue à sinuer en montant vers le « mémorial du Centenaire», tout près du sommet de la colline. 
Plusieurs rues raides relient ces 2 rues principales ou descendent vers la banlieue de North East Valley.
Les principales d’entre elles sont Blacks Road et Opoho Road, cette dernière étant la principale route pour entrer ou pour sortir de la banlieue. 
Elle court le long de l’angle nord du jardin botanique de Dunedin et le relie aux principales artères de Dunedin avec Gardens Corner (en).
Une rue plus loin nommée Lovelock Avenue (dénommée d’après le médaillé d’or olympique originaire de Dunedin Jack Lovelock), sinue à travers le cours supérieur de Botanic Gardens, émergeant tout près de l’Université d'Otago dans Dunedin North.

## Histoire
Les premiers colons européens dans ce secteur furent des fermiers, et la banlieue resta semi-rurale jusqu’en 1940. 
Il y a toujours quelques fermes tout près du sommet de Signal Hill Road, bien que l’essentiel du sommet de Signal Hill soit maintenant une réserve scénique nommée Burns Park.
Les premiers colons de ce secteur comprenaient John Switzer, John Broome, et John Black.
Le secteur fut le premier à être administré par le Signal Hill Roads Board, qui devint ensuite une partie de la nouvelle banlieue de North East Valley et plus tard, devint une municipalité en 1877. Celle-ci fut amalgamée avec la cité de Dunedin en 1910.
Comme de nombreuses parties de Dunedin, la banlieue d’Opoho était initialement composée de multiples petits hameaux, dont le nom est toujours utilisé par les résidents locaux.
En 1873, le premier lotissement résidentiel d’Opoho commença avec Opoho Township (la zone située au sud de Blacks Road, suivi peu après par Maybank Township immédiatement au nord et plus tard par Grandview Township, vers le nord de Maybank (les noms de Maybank et de Grandview survivent dans 2 des rues d’Opoho). 
Vers 1890, la plupart des subdivisions d’Opoho Township furent occupées et Maybank grossissait. 
Grandview fut complètement développée durant l’année 1920. 
D’autres structures dont le nom est occasionnellement rencontré comprennent St James' Park une zone incluant Grey Street et James Streets sur la partie inférieure des pentes, situées entre Opoho et North East Valley.
La banlieue d’Opoho a de nombreux éléments de reliefs proéminents, principalement dans les secteurs de jardin botanique de Dunedin (en) et Centennial Monument (voir Signal Hill). 
D’autres repères géographiques comprennent le Cimetière Nord de Dunedin (en), qui occupe un promontoire plus bas de Signal Hill sur Lovelock Avenue, à côté de « jardin botanique » et au-dessus de Logan Park. 
C’est un des plus anciens cimetières de Dunedin (ouvert en 1872) et de nombreux parmi les premiers citoyens notables de Dunedin furent enterrés ici, parmi lesquels William Larnach (en) et Thomas Bracken (en). 
Le mausolée gothique de Larnach est la structure la plus proéminente du cimetière, donnant une vue impressionnante sur central Dunedin.
À noter aussi, la présence de 2 halls de résidences universitaires, qui siègent tout près de l’extrémité sud de la banlieue de Opoho. Le Collège Knox (en) est un bâtiment proéminent orné de tourelles en briques rouges, construit sur les pentes inférieures. Établi initialement comme un hall de théologie en 1907, Knox et toujours le centre des cours de l’enseignement religieux de l'Université d'Otago. En dessous de ce bâtiment, tout près de Gardens Corner, siège le petit collège Salmon (en), construit en 1971. À noter aussi dans la banlieue, la présence de la branche de Dunedin de la Société pour la prévention de la cruauté envers les animaux (en), qui a son quartier général dans la banlieue et Tannock Glen, qui est notable pour ses rhododendrons.

## Loisirs
Les clubs de Sports basés dans la banlieue comprennent le Alhambra Union Rugby Club, situé à Opoho Park près de la jonction de Opoho Road et Lovelock Avenue. De nombreux chemins de marche traversent le Jardin Botanique, Signal Hill, et les pentes raides situées entre les deux. Ceci comprend un chemin passant à travers le sommet de Signal Hill, qui le relie à Cleghorn Street, au-dessus de l’extrémité nord de North East Valley, et des chemins reliant le Mémorial du Centenaire avec Logan Park et les berges du mouillage d’Otago Harbour à la banlieue de Ravensbourne .

## Résidents notables
Les résidents notables d’Opoho ont compris :
- L’artiste  Arthur Merric Boyd (en),
- L’athlète  Jack Lovelock,
- Le chef célèbre  Alison Holst (en),
- La chanteuse d’opéra  Patricia Payne (en)
- L’ancien champion des All Black Kees Meeuws.